# Ceratocilia imbrexalis
Ceratocilia imbrexalis là một loài bướm đêm trong họ Crambidae.